# Berthelina
Berthelina es un género de foraminífero bentónico de la subfamilia Gavelinellinae, de la familia Gavelinellidae, de la superfamilia Chilostomelloidea, del suborden Rotaliina y del orden Rotaliida. Su especie tipo es Anomalina intermedia. Su rango cronoestratigráfico abarca el Albiense (Cretácico inferior).

## Clasificación
Berthelina incluye a las siguientes especies:
- Berthelina ammonoides †
- Berthelina andersoni †
- Berthelina awunensis †
- Berthelina baltica †
- Berthelina berthelini †
- Berthelina cenomanica †
- Berthelina complanata †
- Berthelina chloris †
- Berthelina dakotensis †
- Berthelina flandrini †
- Berthelina glabra †
- Berthelina incerta †
- Berthelina intermedia †
- Berthelina lodziensis †
- Berthelina moniliformis †
- Berthelina petaloidea †
- Berthelina pluricostata †
- Berthelina pustulata †
- Berthelina robusta †
- Berthelina sibirica †
- Berthelina stictata †
- Berthelina tenuissima †
- Berthelina umbilicata †
- Berthelina varsoviensis †

Otras especies consideradas en Berthelina son:
- Berthelina flexuosa †, de posición genérica incierta
- Berthelina propria †, de posición genérica incierta